# تشارلز جون أندرسون
تشارلز جون أندرسون (بالسويدية: Charles Andersson)‏ (و. 1827 – 1867 م) هو مستكشف، ومرمم سويدي، توفي في ناميبيا، عن عمر يناهز 40 عاماً، بسبب زحار.

## جوائز
حصل على جوائز منها:
- ميدالية المؤسس  [لغات أخرى]‏ (1855).